# Triepad

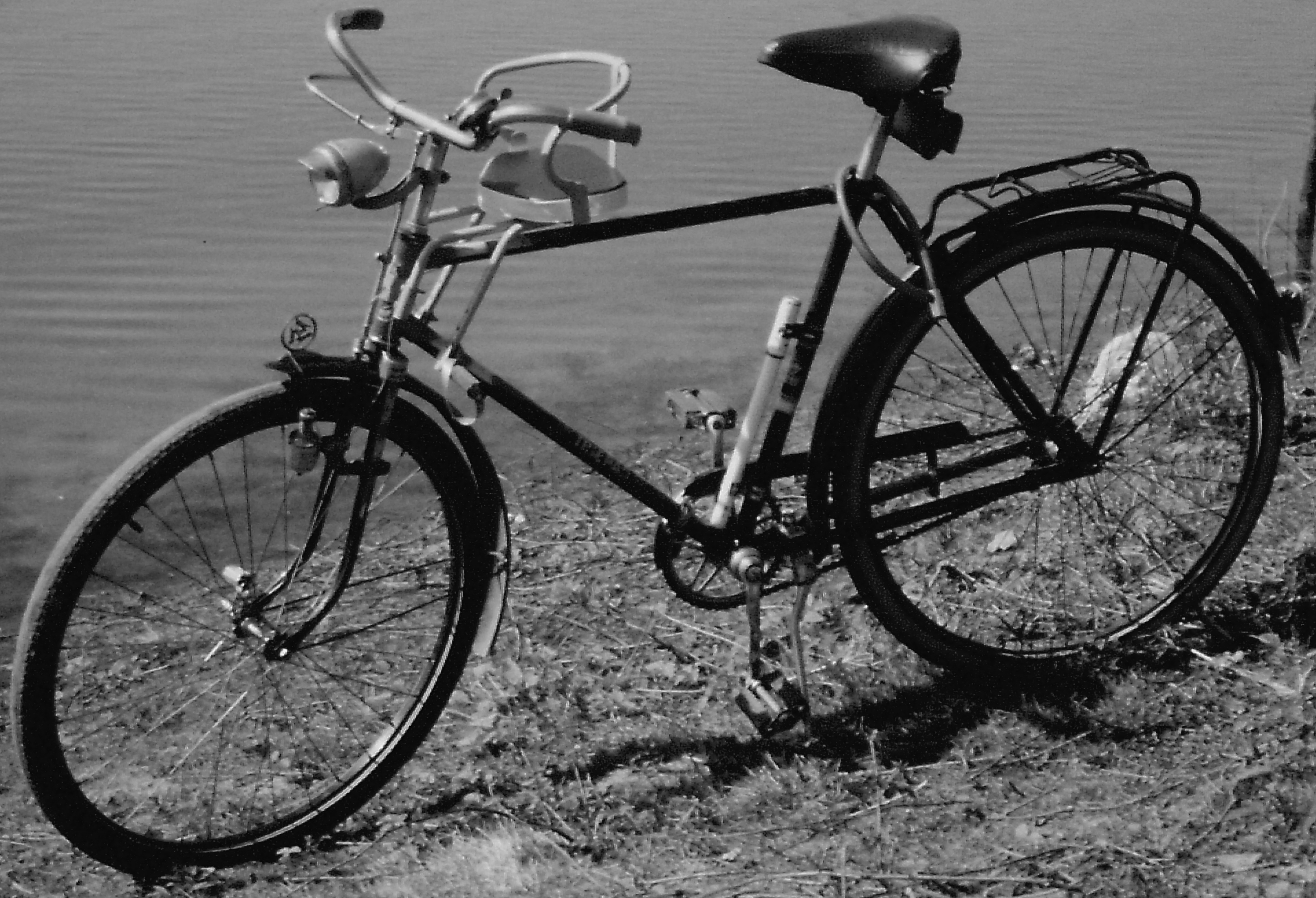
Tripad-Herrenfahrrad (28") mit Kindersitz (1954)

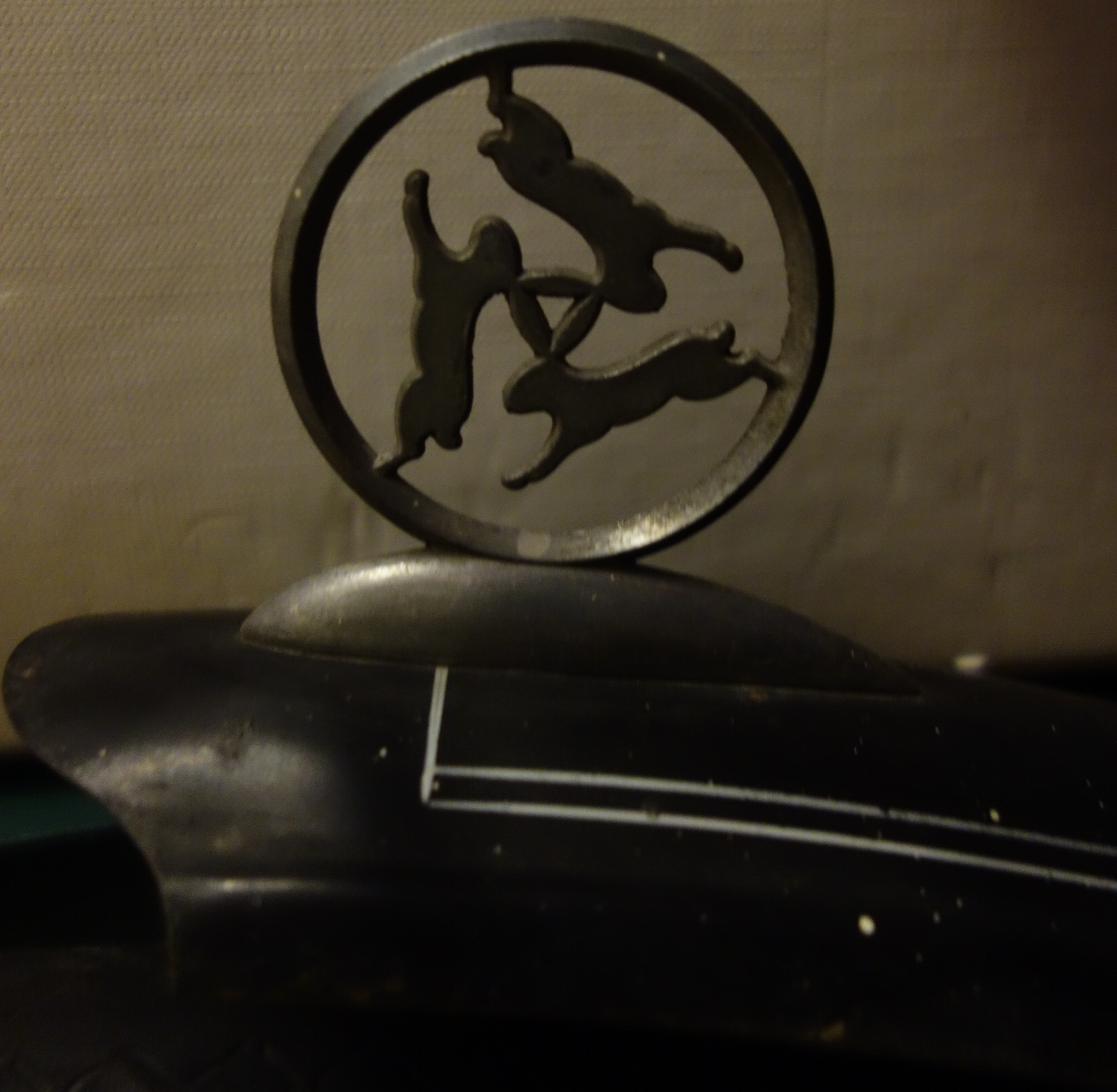
Tripad-Emblem (drei Hasen) auf dem Schutzblech eines Tripad-Fahrrads (1954)

Triepad (später Tripad) war ein Fahrrad-Unternehmen in Paderborn.

## Geschichte
Der Unternehmer Johann Trienens (1900–1973) gründete im Jahre 1924 in Paderborn das Fahrrad-Versandhaus "TriePad". Markenzeichen der Firma war das Drei-Hasen-Emblem auf dem vorderen Schutzblech des Fahrrads. Eine erste Verkaufs- und Montagestelle hatte die Firma bis 1939 in der Nähe des Rathauses. Hier wurden auch Schreibmaschinen und Radios angeboten. In den 1930er Jahren kam dann eine weitere Geschäftsstelle für Fahrräder hinzu. Nach dem Zweiten Weltkrieg wurde in der Rathenaustraße ein neuer großer Firmenkomplex errichtet. Außerdem wurde eine Verkaufsstelle in der Westernstraße eröffnet.
Anfangs wurden drei Modelle produziert: das Preiseinstiegsmodell Perfekt, die etwas teurere Ausführung Hochland und die Qualitätsmarke Triepad. In den späten 1930er Jahren wurden die Modelle Perfekt und Hochland durch die Marken Speer und Alpenkönig ersetzt. 1955 wurde der Firmenname von Triepad auf Tripad geändert. Nach dem Tod von Johann Trienens wurde die Firma im Jahre 1973 geschlossen, da seine Frau sie nicht mehr weiter führen konnte und sich auch sonst kein Nachfolger finden ließ.